# Abelardo Bustamante
Abelardo Bustamante „Paschín“ Rodríguez (* 1888 in Santiago de Chile; † 4. Juli 1934 in Santiago de Chile) war ein chilenischer Maler und Bildhauer.

## Leben
Bustamante studierte Malerei an der Academia de Bellas Artes bei Fernando Álvarez de Sotomayor und zählt zur Künstlergruppe der Generación del Trece. Auf mehreren Europareisen (u. a. Hamburg 1920 und Paris 1925) wurde er mit zeitgenössischen europäischen Kunstströmungen vertraut. 1928 studierte er mit einem staatlichen Stipendium angewandte Kunst in Paris. Gemeinsam mit Arturo Gordon und Laureano Guevara gestaltete er 1929 den chilenischen Pavillon bei der Exposición Ibero-Americana in Sevilla. 
Nach seiner Rückkehr nach Chile gehörte Bustamante zu den Gründern der Escuela de Artes Aplicadas, einer Kunstgewerbeschule der Universidad de Chile, an der er als Professor für Metallbildhauerei lehrte. Er widmete sich statt der Malerei nun verstärkt Handwerk und Design, insbesondere dem Möbeldesign. Er erhielt mehrere Auszeichnungen des Salón Oficial. Mehrere seiner Werke befinden sich im Besitz des Museo Nacional de Bellas Artes und der Pinakothek der Universidad de Concepción.

## Werk
Bustamante malte Porträts, Landschaften und Stillleben, hauptsächlich Ölbilder auf Leinwand. Zunächst von der spanischen Romantik und Naturalismus inspiriert, zeigen seine späteren Werke Einflüsse des Post-Impressionismus. Bustamante zeichnete auch, bevorzugt weibliche Akte. Als Bildhauer schuf er Skulpturen mit kubistischen Elementen. Er betätigte sich außerdem als Holzschnitzer, Kupferstecher, Möbeldesigner und ging verschiedenen handwerklichen Tätigkeiten wie dem Buchbinden nach.
Werke (Auswahl)
- Cabeza de Estudio
- Paisaje de Alcalá de Guadaira
- Maternidad, Bronze
- Mi Hija
- Retrato de Alirio Oyarzún
- Retrato de niñita, Ölbild